# 신의 은총으로
신의 은총으로(Grace a Dieu, By the Grace of God)는 프랑스에서 제작된 프랑소와 오종 감독의 2019년 드라마 영화이다. 멜빌 푸포 등이 주연으로 출연하였고 에릭 알트메이어 등이 제작에 참여하였다.

## 출연

### 주연
- 멜빌 푸포
- 드니 메노셰
- 스완 아르라우드

### 조연
- 에릭 카라바카
- 프랑소와 마르튜레
- 베르나르 베를리
- 조시앙 발라스코
- 줄리 뒤클로
- 잔느 로사
- 아멜리에 도우레

## 제작진
- 미술: 엠마뉴엘 듀플레
- 세트: 필립 코드호메
- 의상: 파스칼린 샤반느
- 배역: 다비드 베르트랑
- 배역: 아네이즈 두호